# Georg Wasastjerna
Georg Wasastjerna (né le 23 avril 1865 à Hämeenlinna – décédé le 1er décembre 1915 à Helsinki) est un architecte finlandais.

## Carrière
En 1890 , il est diplômé de l'Institut polytechnique de Helsinki.
De 1890 à 1897, il travaille au cabinet d'architecte de Theodor Höijer.
De 1897 à 1906 , il travaille au cabinet d'architecte "Wasastjerna" avec Werner Polón.
Il est l'un des architectes finlandais les plus représentatifs du style néorenaissance.

## Ouvrages
- Meritullinkatu 10b - Rauhankatu 4, Helsinki (1914)[2]
- Välikatu 1 - Kristianinkatu 5, Helsinki (1903)[3]
- Kalevankatu 7, Helsinki (1903)[4],[5]
- Annankatu 19 - Lönnrotinkatu 7, Helsinki (1905)[4],[6]
- Kalevankatu 16, Helsinki (1903)[4],[7].
- Yrjönkatu 28, Helsinki (1903)[4],[8]
- "Lietzén", Kauppiaankatu 11, Helsinki (1905)[4],[9]
- "Panu", Kruunuvuorenkatu 3, Helsinki (1903)[4],[10]
- "Melior" Telakkakatu 1 - Speranskintie 3, Helsinki[4],[11]
- Caserne de pompiers d'Erottaja[12]
- Immeuble Norrmén (fi) à Katajanokka
- Ancien musée maritime, Hylkysaari

## Galerie

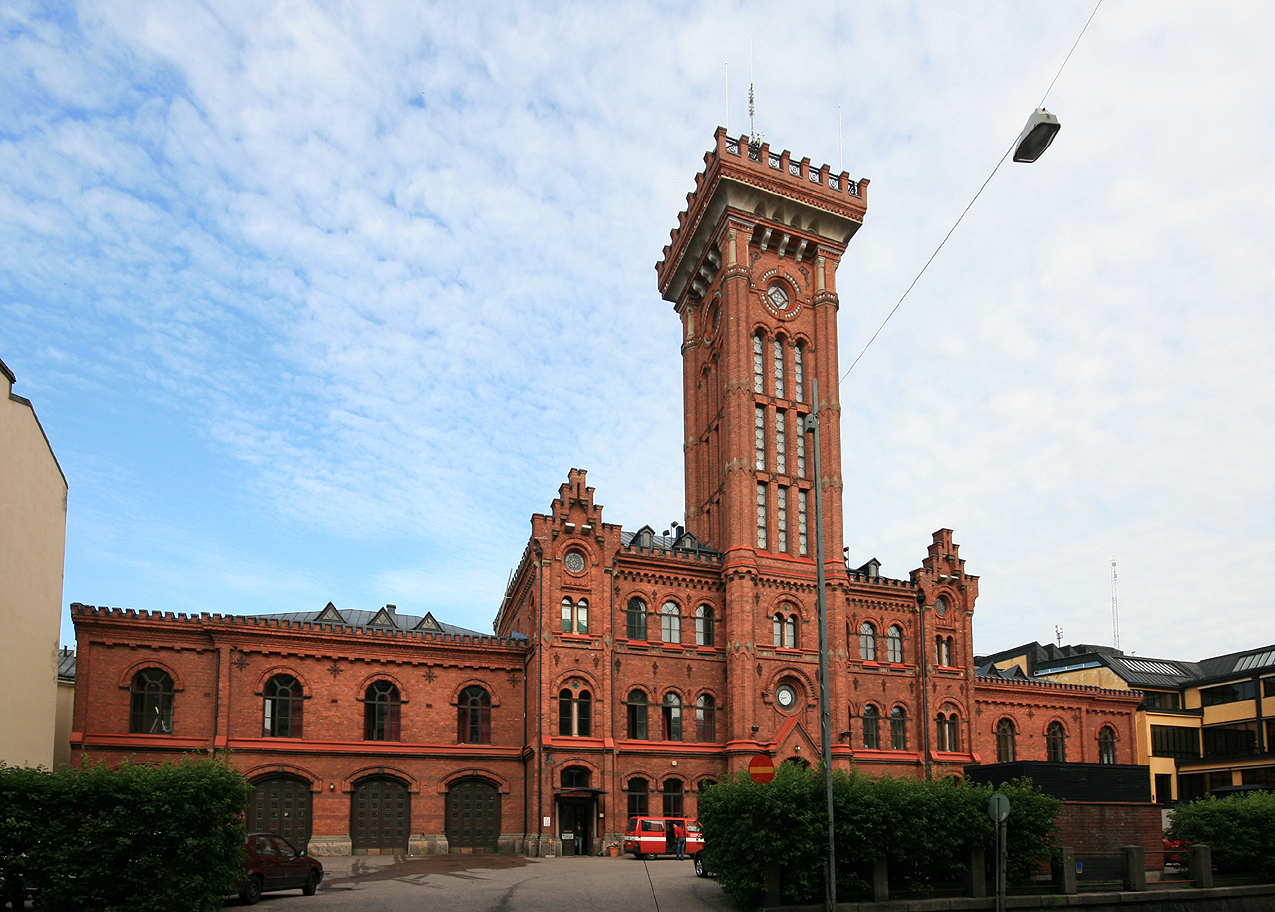
Caserne de pompiers d'Erottaja
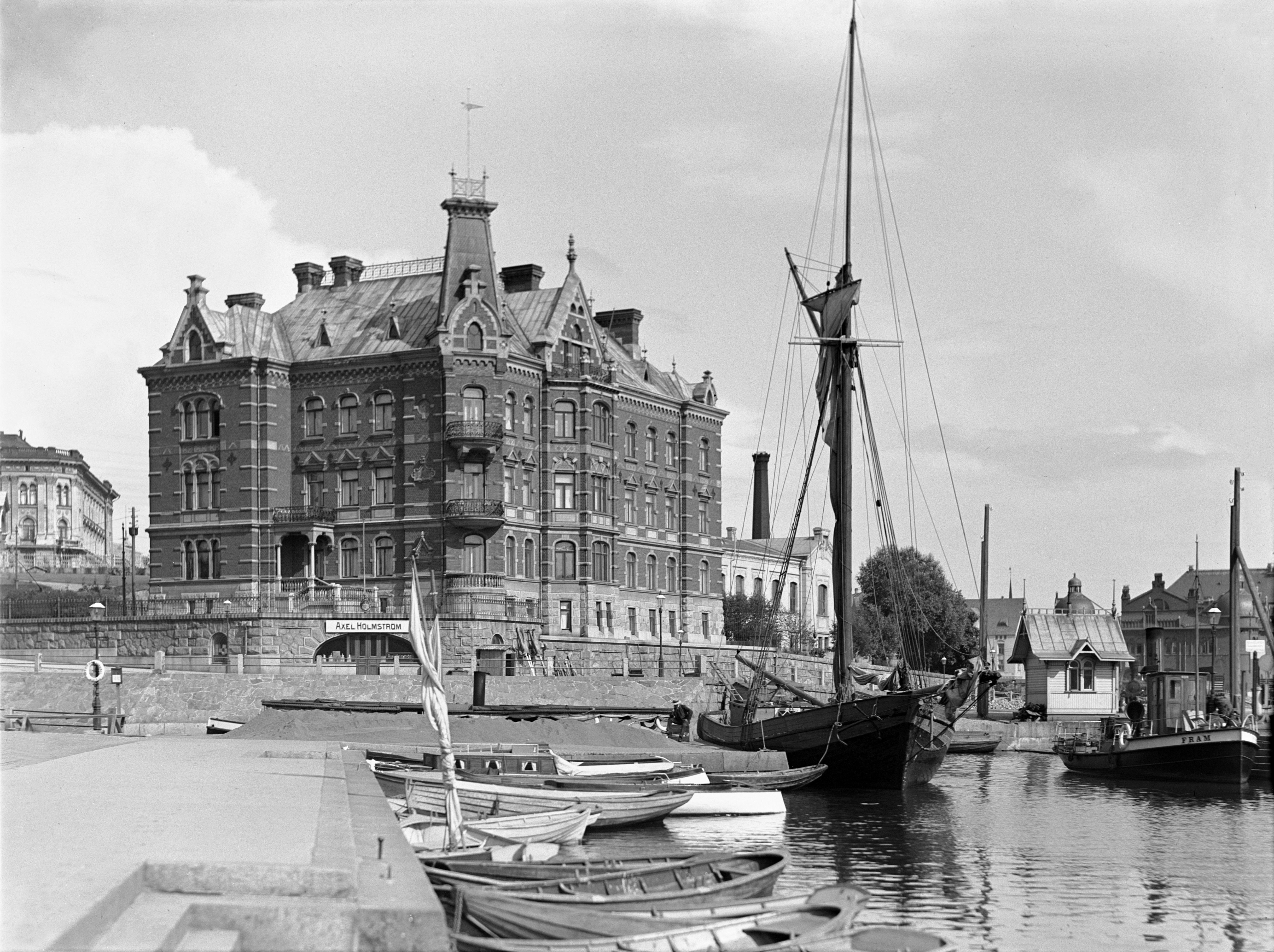
Immeuble Norrmén (fi) à Katajanokka
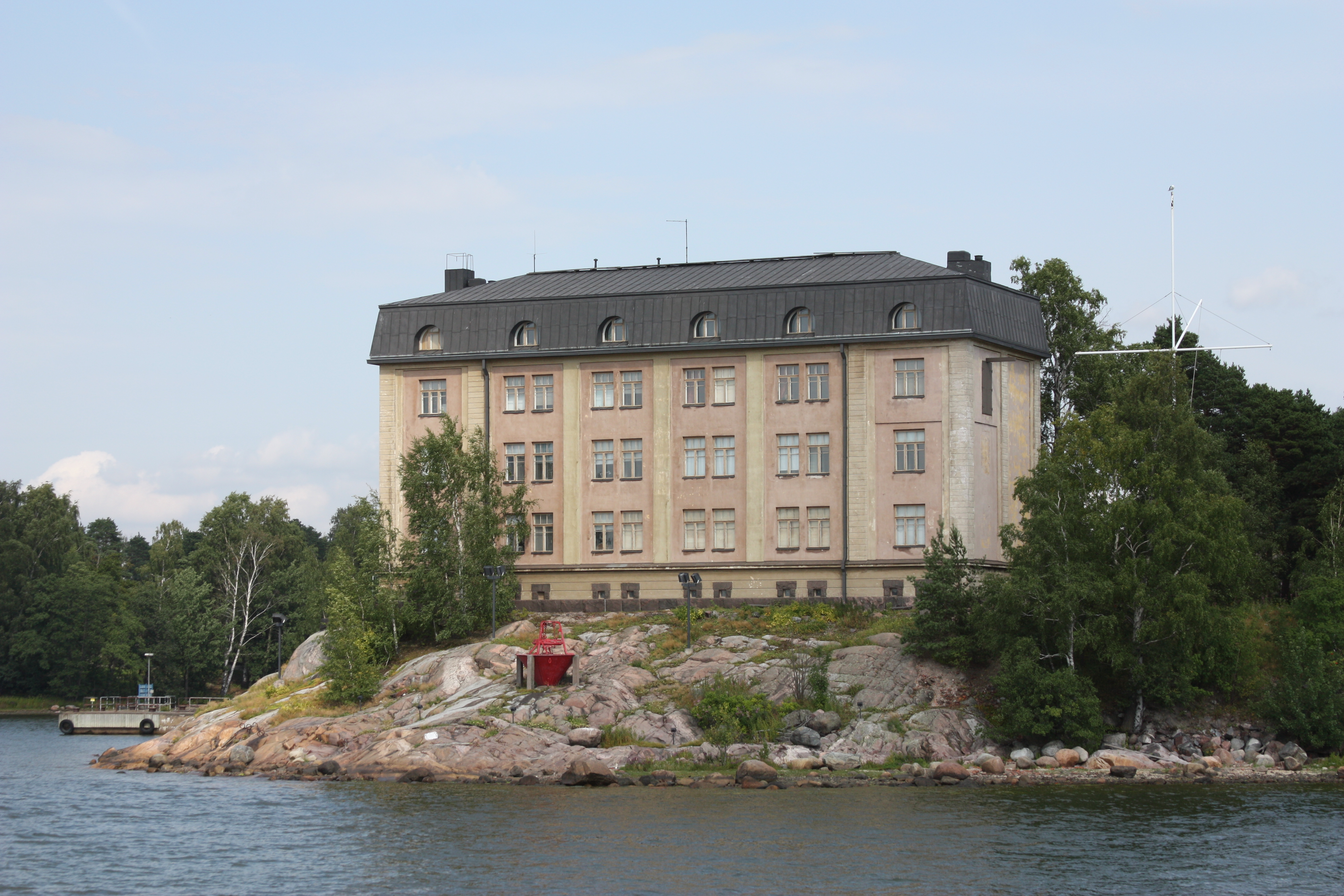
Ancien musée maritime, Hylkysaari